# Festival Omodernt
Festival O/MODƏRNT är en musikfestival mellan den 9 och 17 juni på Ulriksdals slottsteater i Solna. Festivalen har rosats som "kort sagt en av Sveriges häftigaste och mest spännande kammarfestivaler" (Opus).
Varje år kommer temat för festivalen vara en tonsättare, som var samtida med Ulriksdals slottsteater. År 2013 var det den franske tonsättaren Jean-Philippe Rameau. Konstnärer från tio länder gjorde nio uruppföranden vid festivalen 2013.